# Handebol nos Jogos Olímpicos de Verão de 2016 - Masculino
O torneio masculino de handebol nos Jogos Olímpicos de Verão de 2016 ocorreu entre 7 de agosto e 21 de agosto na Arena do Futuro no Parque Olimpico da Barra no Rio de Janeiro, Brasil.
As doze equipes classificadas foram divididas igualmente em dois grupos de seis. Cada equipe jogou com todas as outras do grupo. As quatro melhores seleções de cada grupo passaram para as quartas de final e depois semifinal e final.

## Medalhistas
A medalha de ouro e o título olímpico foi conquistado pela Dinamarca, que na final ganhou à França. A Alemanha foi bronze ao ganhar à Polônia.
|  | DEN Dinamarca |  | FRA França |  | GER Alemanha |
|  | Niklas Landin Jacobsen Mads Christiansen Mads Mensah Larsen Casper Mortensen Jesper Nøddesbo Jannick Green Lasse Svan Hansen René Toft Hansen Henrik Møllgaard Kasper Søndergaard Henrik Toft Hansen Mikkel Hansen Morten Olsen Michael Damgaard |  | Olivier Nyokas Daniel Narcisse Vincent Gérard Nikola Karabatić Kentin Mahé Mathieu Grébille Thierry Omeyer Timothey N'Guessan Luc Abalo Cédric Sorhaindo Michaël Guigou Luka Karabatić Ludovic Fabregas Adrien Dipanda Valentin Porte |  | Uwe Gensheimer Finn Lemke Patrick Wiencek Tobias Reichmann Fabian Wiede Silvio Heinevetter Hendrik Pekeler Steffen Weinhold Martin Strobel Patrick Groetzki Kai Häfner Andreas Wolff Julius Kühn Christian Dissinger Paul Drux |

## Qualificação
Doze equipes foram qualificadas para o torneio masculino de handebol de 2016.
| Torneio                          | Data                                 | Sede      | Vagas | Classificados       |
| -------------------------------- | ------------------------------------ | --------- | ----- | ------------------- |
| País-sede                        | –                                    | –         | 1     | Brasil              |
| Campeonato Mundial de 2015       | 15 de janeiro–1 de fevereiro de 2015 | Catar     | 1     | França              |
| Jogos Pan-Americanos de 2015     | 16–25 de julho de 2015               | Canadá    | 1     | Argentina           |
| Copa das Nações Africanas 2016   | 21–30 de janeiro de 2016             | Egito     | 1     | Egito               |
| Campeonato Europeu de 2016       | 15–31 de janeiro de 2016             | Polónia   | 1     | Alemanha            |
| Torneio Pré-Olímpico Asiático    | 14– 27 de novembro de 2015           | Catar     | 1     | Catar               |
| Torneio Pré-Olímpico Mundial I   | 8–10 de abril de 2016                | Polónia   | 2     | Polônia · Tunísia   |
| Torneio Pré-Olímpico Mundial II  | 8–10 de abril de 2016                | Suécia    | 2     | Suécia · Eslovênia  |
| Torneio Pré-Olímpico Mundial III | 8–10 de abril de 2016                | Dinamarca | 2     | Dinamarca · Croácia |
| Total                            |                                      |           | 12    |                     |

## Fase de grupos
Na fase de grupos, as seleções foram divididas em dois agrupamentos de seis equipas cada, com as quatro primeiras apuradas às quartas de final.
Todas as partidas seguem o horário local (UTC-3).

### Grupo A
|  | Equipes classificadas para a fase seguinte |

| Pos | Equipe      | Pts | J | V | E | D | GP  | GC  | SG  |
| --- | ----------- | --- | - | - | - | - | --- | --- | --- |
| 1   | Croácia (A) | 8   | 5 | 4 | 0 | 1 | 147 | 134 | +13 |
| 2   | França (A)  | 8   | 5 | 4 | 0 | 1 | 152 | 126 | +26 |
| 3   | Dinamarca   | 6   | 5 | 3 | 0 | 2 | 136 | 127 | +9  |
| 4   | Catar       | 5   | 5 | 2 | 1 | 2 | 122 | 127 | −5  |
| 5   | Argentina   | 2   | 5 | 1 | 0 | 4 | 110 | 126 | −16 |
| 6   | Tunísia     | 1   | 5 | 0 | 1 | 4 | 118 | 145 | −27 |

Ordenamento da classificação: 1) Pontos; 2) Pontos no confronto directo; 3) Diferença de golos no confronto directo; 4) Golos marcados no confronto directo; 5) Diferença de golos; 6) Golos marcados; 7) Sorteio.

Confronto direto:

Nota A:  A Croácia ganhou à França por 29–28.
| 7 de agosto 09:30 | Croácia  | 23–30     | Catar       | Arena do Futuro, Rio de Janeiro Árbitros: López, Ramírez |
| 7 de agosto 09:30 | Štrlek 5 | (8–15)    | Marković 10 | Arena do Futuro, Rio de Janeiro Árbitros: López, Ramírez |
| 7 de agosto 09:30 | 5× 3×    | Relatório | 6× 1×       | Arena do Futuro, Rio de Janeiro Árbitros: López, Ramírez |

| 7 de agosto 14:40 | Dinamarca      | 25–19     | Argentina | Arena do Futuro, Rio de Janeiro Árbitros: Lah, Sok |
| 7 de agosto 14:40 | Hansen, Svan 6 | (10–10)   | Simonet 7 | Arena do Futuro, Rio de Janeiro Árbitros: Lah, Sok |
| 7 de agosto 14:40 | 4× 3× 1×       | Relatório | 3×        | Arena do Futuro, Rio de Janeiro Árbitros: Lah, Sok |

| 7 de agosto 19:50 | França | 25–23     | Tunísia | Arena do Futuro, Rio de Janeiro Árbitros: Geipel, Helbig |
| 7 de agosto 19:50 | Mahé 5 | (16–11)   | Tej 6   | Arena do Futuro, Rio de Janeiro Árbitros: Geipel, Helbig |
| 7 de agosto 19:50 | 1× 3×  | Relatório | 6× 4×   | Arena do Futuro, Rio de Janeiro Árbitros: Geipel, Helbig |

| 9 de agosto 09:30 | Catar                       | 20–35     | França  | Arena do Futuro, Rio de Janeiro Árbitros: Horáček, Novotný |
| 9 de agosto 09:30 | Marković, Bagarić, Capote 4 | (13–16)   | Abalo 7 | Arena do Futuro, Rio de Janeiro Árbitros: Horáček, Novotný |
| 9 de agosto 09:30 | 4× 2×                       | Relatório | 3×      | Arena do Futuro, Rio de Janeiro Árbitros: Horáček, Novotný |

| 9 de agosto 14:40 | Tunísia   | 23–31     | Dinamarca          | Arena do Futuro, Rio de Janeiro Árbitros: Pinto, Menezes |
| 9 de agosto 14:40 | Jallouz 5 | (10–17)   | Mortensen, Svan, 8 | Arena do Futuro, Rio de Janeiro Árbitros: Pinto, Menezes |
| 9 de agosto 14:40 | 2× 1×     | Relatório | 3×                 | Arena do Futuro, Rio de Janeiro Árbitros: Pinto, Menezes |

| 9 de agosto 21:50 | Argentina      | 26–27     | Croácia  | Arena do Futuro, Rio de Janeiro Árbitros: Rashed, El-Sayed |
| 9 de agosto 21:50 | F. Fernandéz 8 | (15–14)   | Štrlek 7 | Arena do Futuro, Rio de Janeiro Árbitros: Rashed, El-Sayed |
| 9 de agosto 21:50 | 4× 2× 1×       | Relatório | 3× 4×    | Arena do Futuro, Rio de Janeiro Árbitros: Rashed, El-Sayed |

| 11 de agosto 09:30 | Tunísia     | 25–25     | Catar     | Arena do Futuro, Rio de Janeiro Árbitros: Hansen, Gjeding |
| 11 de agosto 09:30 | Boughanmi 8 | (12–11)   | Capote 12 | Arena do Futuro, Rio de Janeiro Árbitros: Hansen, Gjeding |
| 11 de agosto 09:30 | 6× 2×       | Relatório | 5× 2×     | Arena do Futuro, Rio de Janeiro Árbitros: Hansen, Gjeding |

| 11 de agosto 14:40 | Dinamarca | 24–27     | Croácia   | Arena do Futuro, Rio de Janeiro Árbitros: Geipel, Helbig |
| 11 de agosto 14:40 | Svan 9    | (12–15)   | Duvnjak 8 | Arena do Futuro, Rio de Janeiro Árbitros: Geipel, Helbig |
| 11 de agosto 14:40 | 3× 2×     | Relatório | 5× 4×     | Arena do Futuro, Rio de Janeiro Árbitros: Geipel, Helbig |

| 11 de agosto 21:50 | França   | 31–24     | Argentina      | Arena do Futuro, Rio de Janeiro Árbitros: Nikolov, Nachevski |
| 11 de agosto 21:50 | Abalo 7  | (17–12)   | F. Fernández 8 | Arena do Futuro, Rio de Janeiro Árbitros: Nikolov, Nachevski |
| 11 de agosto 21:50 | 4× 3× 1× | Relatório | 5× 3×          | Arena do Futuro, Rio de Janeiro Árbitros: Nikolov, Nachevski |

| 13 de agosto 11:30 | Croácia   | 29–28     | França    | Arena do Futuro, Rio de Janeiro Árbitros: Pálsson, Elíasson |
| 13 de agosto 11:30 | Kopljar 6 | (14–12)   | Guigou 10 | Arena do Futuro, Rio de Janeiro Árbitros: Pálsson, Elíasson |
| 13 de agosto 11:30 | 5× 4× 1×  | Relatório | 2× 4×     | Arena do Futuro, Rio de Janeiro Árbitros: Pálsson, Elíasson |

| 13 de agosto 14:40 | Dinamarca | 26–25     | Catar       | Arena do Futuro, Rio de Janeiro Árbitros: Rashed, El-Sayed |
| 13 de agosto 14:40 | Svan 7    | (14–14)   | Marković, 7 | Arena do Futuro, Rio de Janeiro Árbitros: Rashed, El-Sayed |
| 13 de agosto 14:40 | 5× 4× 1×  | Relatório | 3×          | Arena do Futuro, Rio de Janeiro Árbitros: Rashed, El-Sayed |

| 13 de agosto 21:50 | Argentina | 23–21     | Tunísia     | Arena do Futuro, Rio de Janeiro Árbitros: Koo, Lee |
| 13 de agosto 21:50 | Pizarro 7 | (14–10)   | Boughanmi 8 | Arena do Futuro, Rio de Janeiro Árbitros: Koo, Lee |
| 13 de agosto 21:50 | 5× 3×     | Relatório | 4× 1×       | Arena do Futuro, Rio de Janeiro Árbitros: Koo, Lee |

| 15 de agosto 14:40 | França | 33–30     | Dinamarca | Arena do Futuro, Rio de Janeiro Árbitros: Lah, Sok |
| 15 de agosto 14:40 | Mahé 9 | (17–16)   | Hansen 8  | Arena do Futuro, Rio de Janeiro Árbitros: Lah, Sok |
| 15 de agosto 14:40 | 3× 2×  | Relatório | 5× 3×     | Arena do Futuro, Rio de Janeiro Árbitros: Lah, Sok |

| 15 de agosto 19:50 | Croácia   | 41–26     | Tunísia     | Arena do Futuro, Rio de Janeiro Árbitros: Coulibaly, Diabaté |
| 15 de agosto 19:50 | Karačić 9 | (25–10)   | Boughanmi 7 | Arena do Futuro, Rio de Janeiro Árbitros: Coulibaly, Diabaté |
| 15 de agosto 19:50 | 4× 2×     | Relatório | 1×          | Arena do Futuro, Rio de Janeiro Árbitros: Coulibaly, Diabaté |

| 15 de agosto 21:50 | Catar               | 22–18     | Argentina | Arena do Futuro, Rio de Janeiro Árbitros: López, Ramírez |
| 15 de agosto 21:50 | Capote, Memišević 4 | (12–9)    | Simonet 5 | Arena do Futuro, Rio de Janeiro Árbitros: López, Ramírez |
| 15 de agosto 21:50 | 4× 3×               | Relatório | 4×        | Arena do Futuro, Rio de Janeiro Árbitros: López, Ramírez |

### Grupo B
|  | Equipes classificadas para a fase seguinte |

| Pos | Equipe        | Pts | J | V | E | D | GP  | GC  | SG  |
| --- | ------------- | --- | - | - | - | - | --- | --- | --- |
| 1   | Alemanha (A)  | 8   | 5 | 4 | 0 | 1 | 153 | 141 | +12 |
| 2   | Eslovênia (A) | 8   | 5 | 4 | 0 | 1 | 137 | 126 | +11 |
| 3   | Brasil        | 5   | 5 | 2 | 1 | 2 | 141 | 150 | −9  |
| 4   | Polônia       | 4   | 5 | 2 | 0 | 3 | 139 | 140 | −1  |
| 5   | Egito         | 3   | 5 | 1 | 1 | 3 | 129 | 143 | −14 |
| 6   | Suécia        | 2   | 5 | 1 | 0 | 4 | 132 | 131 | +1  |

Ordenamento da classificação: 1) Pontos; 2) Pontos no confronto directo; 3) Diferença de golos no confronto directo; 4) Golos marcados no confronto directo; 5) Diferença de golos; 6) Golos marcados; 7) Sorteio.

Confronto direto:

Nota A:  A Alemanha ganhou à Sérvia por 28–25.

| 7 de agosto 11:30 | Suécia      | 29–32     | Alemanha | Arena do Futuro, Rio de Janeiro Árbitros: Hansen, Gjeding |
| 7 de agosto 11:30 | Tollbring 8 | (15–18)   | Kühn 7   | Arena do Futuro, Rio de Janeiro Árbitros: Hansen, Gjeding |
| 7 de agosto 11:30 | 9× 4×       | Relatório | 9× 3×    | Arena do Futuro, Rio de Janeiro Árbitros: Hansen, Gjeding |

| 7 de agosto 16:40 | Polônia  | 32–34     | Brasil   | Arena do Futuro, Rio de Janeiro Árbitros: Nachevski, Nikolov |
| 7 de agosto 16:40 | Daszek 8 | (13–16)   | Toledo 7 | Arena do Futuro, Rio de Janeiro Árbitros: Nachevski, Nikolov |
| 7 de agosto 16:40 | 5× 4×    | Relatório | 6× 3×    | Arena do Futuro, Rio de Janeiro Árbitros: Nachevski, Nikolov |

| 7 de agosto 21:50 | Eslovênia | 27–26     | Egito      | Arena do Futuro, Rio de Janeiro Árbitros: Pálsson, Elíasson |
| 7 de agosto 21:50 | Janc 8    | (15–15)   | El-Ahmar 7 | Arena do Futuro, Rio de Janeiro Árbitros: Pálsson, Elíasson |
| 7 de agosto 21:50 | 9× 3×     | Relatório | 5× 4× 1×   | Arena do Futuro, Rio de Janeiro Árbitros: Pálsson, Elíasson |

| 9 de agosto 11:30 | Alemanha                  | 32–29     | Polônia     | Arena do Futuro, Rio de Janeiro Árbitros: Lopéz, Ramírez |
| 9 de agosto 11:30 | Gensheimer, Wiede, Kühn 5 | (16–14)   | Bielecki 10 | Arena do Futuro, Rio de Janeiro Árbitros: Lopéz, Ramírez |
| 9 de agosto 11:30 | 6× 4× 1×                  | Relatório | 5× 3×       | Arena do Futuro, Rio de Janeiro Árbitros: Lopéz, Ramírez |

| 9 de agosto 16:40 | Brasil    | 28–31     | Eslovênia | Arena do Futuro, Rio de Janeiro Árbitros: Hansen, Gjeding |
| 9 de agosto 16:40 | Chiuffa 8 | (13–16)   | Janc 6    | Arena do Futuro, Rio de Janeiro Árbitros: Hansen, Gjeding |
| 9 de agosto 16:40 | 6× 2×     | Relatório | 13× 2×    | Arena do Futuro, Rio de Janeiro Árbitros: Hansen, Gjeding |

| 9 de agosto 19:50 | Egito   | 26–25     | Suécia     | Arena do Futuro, Rio de Janeiro Árbitros: Mousavian, Kolahdouzan |
| 9 de agosto 19:50 | Sanad 7 | (12–13)   | Petersen 5 | Arena do Futuro, Rio de Janeiro Árbitros: Mousavian, Kolahdouzan |
| 9 de agosto 19:50 | 7× 4×   | Relatório | 8× 3×      | Arena do Futuro, Rio de Janeiro Árbitros: Mousavian, Kolahdouzan |

| 11 de agosto 11:30 | Polônia  | 33–25     | Egito   | Arena do Futuro, Rio de Janeiro Árbitros: Santos, Fonseca |
| 11 de agosto 11:30 | Daszek 6 | (16–10)   | Eissa 6 | Arena do Futuro, Rio de Janeiro Árbitros: Santos, Fonseca |
| 11 de agosto 11:30 | 7× 4×    | Relatório | 6× 3×   | Arena do Futuro, Rio de Janeiro Árbitros: Santos, Fonseca |

| 11 de agosto 16:40 | Brasil    | 33–30     | Alemanha            | Arena do Futuro, Rio de Janeiro Árbitros: Horáček, Novotný |
| 11 de agosto 16:40 | Chiuffa 8 | (17–16)   | Häfner, Reichmann 6 | Arena do Futuro, Rio de Janeiro Árbitros: Horáček, Novotný |
| 11 de agosto 16:40 | 4× 2× 1×  | Relatório | 5× 4× 1×            | Arena do Futuro, Rio de Janeiro Árbitros: Horáček, Novotný |

| 11 de agosto 19:50 | Eslovênia      | 29–24     | Suécia      | Arena do Futuro, Rio de Janeiro Árbitros: Lopéz, Ramírez |
| 11 de agosto 19:50 | Janc, Razgor 5 | (14–13)   | Tollbring 6 | Arena do Futuro, Rio de Janeiro Árbitros: Lopéz, Ramírez |
| 11 de agosto 19:50 | 7× 4×          | Relatório | 6× 4×       | Arena do Futuro, Rio de Janeiro Árbitros: Lopéz, Ramírez |

| 13 de agosto 09:30 | Eslovênia | 25–28     | Alemanha     | Arena do Futuro, Rio de Janeiro Árbitros: Nikolov, Nachevski |
| 13 de agosto 09:30 | Dulenec 6 | (12–11)   | Gensheimer 6 | Arena do Futuro, Rio de Janeiro Árbitros: Nikolov, Nachevski |
| 13 de agosto 09:30 | 6× 4×     | Relatório | 8× 4×        | Arena do Futuro, Rio de Janeiro Árbitros: Nikolov, Nachevski |

| 13 de agosto 16:40 | Egito      | 27–27     | Brasil                              | Arena do Futuro, Rio de Janeiro Árbitros: Lah, Sok |
| 13 de agosto 16:40 | El-Ahmar 9 | (15–13)   | Teixeira, Pozzer, Soares, Langaro 4 | Arena do Futuro, Rio de Janeiro Árbitros: Lah, Sok |
| 13 de agosto 16:40 | 7× 3×      | Relatório | 2× 4×                               | Arena do Futuro, Rio de Janeiro Árbitros: Lah, Sok |

| 13 de agosto 19:50 | Suécia     | 24–25     | Polônia    | Arena do Futuro, Rio de Janeiro Árbitros: Geipel, Helbig |
| 13 de agosto 19:50 | Stenmalm 8 | (13–12)   | Bielecki 8 | Arena do Futuro, Rio de Janeiro Árbitros: Geipel, Helbig |
| 13 de agosto 19:50 | 8× 4×      | Relatório | 3× 2×      | Arena do Futuro, Rio de Janeiro Árbitros: Geipel, Helbig |

| 15 de agosto 09:30 | Polônia    | 20–25     | Eslovênia | Arena do Futuro, Rio de Janeiro Árbitros: Horáček, Novotný |
| 15 de agosto 09:30 | Bielecki 4 | (13–13)   | Zarabec 7 | Arena do Futuro, Rio de Janeiro Árbitros: Horáček, Novotný |
| 15 de agosto 09:30 | 5× 2× 1×   | Relatório | 8× 2×     | Arena do Futuro, Rio de Janeiro Árbitros: Horáček, Novotný |

| 15 de agosto 11:30 | Alemanha     | 31–25     | Egito   | Arena do Futuro, Rio de Janeiro Árbitros: Hansen, Gjeding |
| 15 de agosto 11:30 | Gensheimer 7 | (15–12)   | Sanad 7 | Arena do Futuro, Rio de Janeiro Árbitros: Hansen, Gjeding |
| 15 de agosto 11:30 | 9× 2×        | Relatório | 3× 1×   | Arena do Futuro, Rio de Janeiro Árbitros: Hansen, Gjeding |

| 15 de agosto 16:40 | Suécia     | 30–19     | Brasil   | Arena do Futuro, Rio de Janeiro Árbitros: Santos, Fonseca |
| 15 de agosto 16:40 | Stenmalm 6 | (16–10)   | Toledo 4 | Arena do Futuro, Rio de Janeiro Árbitros: Santos, Fonseca |
| 15 de agosto 16:40 | 4×         | Relatório | 3× 2×    | Arena do Futuro, Rio de Janeiro Árbitros: Santos, Fonseca |

## Fase final
Na fase final as equipas apuradas defrontaram-se em formato a eliminar. Quem chegou à disputa pelas medalhas disputou mais três jogos.
|  | Quartas de final | Quartas de final |              |          | Semifinal           | Semifinal           |  |  | Disputa pelo ouro | Disputa pelo ouro |
|  |                  |                  |              |          |                     |                     |  |  |                   |                   |
|  | 17 de agosto     |                  |              |          |                     |                     |  |  |                   |                   |
|  |                  |                  |              |          |                     |                     |  |  |                   |                   |
|  | Croácia          | 27               |              |          |                     |                     |  |  |                   |                   |
|  | Croácia          | 27               | 19 de agosto |          |                     |                     |  |  |                   |                   |
|  | Polônia          | 30               |              |          |                     |                     |  |  |                   |                   |
|  | Polônia          | 30               | Polônia      | 28       |                     |                     |  |  |                   |                   |
|  | 17 de agosto     |                  | Polônia      | 28       |                     |                     |  |  |                   |                   |
|  |                  | Dinamarca (P)    | 29           |          |                     |                     |  |  |                   |                   |
|  | Dinamarca        | Dinamarca (P)    | 29           | 37       |                     |                     |  |  |                   |                   |
|  | Dinamarca        |                  | 21 de agosto | 37       |                     |                     |  |  |                   |                   |
|  | Eslovênia        | 30               |              |          |                     |                     |  |  |                   |                   |
|  | Eslovênia        | 30               | Dinamarca    | 28       |                     |                     |  |  |                   |                   |
|  | 17 de agosto     |                  | Dinamarca    | 28       |                     |                     |  |  |                   |                   |
|  |                  | França           | 26           |          |                     |                     |  |  |                   |                   |
|  | Brasil           | França           | 26           | 27       |                     |                     |  |  |                   |                   |
|  | Brasil           | 19 de agosto     |              | 27       |                     |                     |  |  |                   |                   |
|  | França           | 34               |              |          |                     |                     |  |  |                   |                   |
|  | França           | 34               | França       | 29       | Disputa pelo bronze | Disputa pelo bronze |  |  |                   |                   |
|  | 17 de agosto     |                  | França       | 29       | Disputa pelo bronze | Disputa pelo bronze |  |  |                   |                   |
|  |                  | Alemanha         | 28           |          |                     |                     |  |  |                   |                   |
|  | Alemanha         | Alemanha         | 28           | 34       | Polônia             | 25                  |  |  |                   |                   |
|  | Alemanha         |                  |              | 34       | Polônia             | 25                  |  |  |                   |                   |
|  | Catar            | 22               |              | Alemanha | 31                  |                     |  |  |                   |                   |
|  | Catar            | 22               |              |          | 31                  |                     |  |  |                   |                   |
|  |                  |                  |              |          |                     |                     |  |  | 21 de agosto      |                   |
|  |                  |                  |              |          |                     |                     |  |  |                   |                   |

### Quartas de final
| 17 de agosto 10:00 | Brasil   | 27–34     | França   | Arena do Futuro, Rio de Janeiro Árbitros: Horáček, Novotný |
| 17 de agosto 10:00 | Pozzer 8 | (16–16)   | Guigou 8 | Arena do Futuro, Rio de Janeiro Árbitros: Horáček, Novotný |
| 17 de agosto 10:00 | 4× 3×    | Relatório | 3× 2×    | Arena do Futuro, Rio de Janeiro Árbitros: Horáček, Novotný |

| 17 de agosto 13:30 | Alemanha                       | 34–22     | Catar    | Arena do Futuro, Rio de Janeiro Árbitros: Lah, Sok |
| 17 de agosto 13:30 | Gensheimer, Reichmann, Wiede 5 | (16–12)   | Capote 9 | Arena do Futuro, Rio de Janeiro Árbitros: Lah, Sok |
| 17 de agosto 13:30 | 5× 3×                          | Relatório | 1× 3×    | Arena do Futuro, Rio de Janeiro Árbitros: Lah, Sok |

| 17 de agosto 17:00 | Dinamarca      | 37–30     | Eslovênia      | Arena do Futuro, Rio de Janeiro Árbitros: Lopéz, Ramírez |
| 17 de agosto 17:00 | Svan, Hansen 8 | (16–13)   | Bezjak, Janc 6 | Arena do Futuro, Rio de Janeiro Árbitros: Lopéz, Ramírez |
| 17 de agosto 17:00 | 5× 3×          | Relatório | 8× 4×          | Arena do Futuro, Rio de Janeiro Árbitros: Lopéz, Ramírez |

| 17 de agosto 20:30 | Croácia            | 27–30     | Polônia     | Arena do Futuro, Rio de Janeiro Árbitros: Geipel, Helbig |
| 17 de agosto 20:30 | Stepančić, Čupić 7 | (14–18)   | Bielecki 12 | Arena do Futuro, Rio de Janeiro Árbitros: Geipel, Helbig |
| 17 de agosto 20:30 | 2× 4× 1×           | Relatório | 2×          | Arena do Futuro, Rio de Janeiro Árbitros: Geipel, Helbig |

### Semifinal
| 19 de agosto 15:30 | França     | 29–28     | Alemanha      | Arena do Futuro, Rio de Janeiro Árbitros: Hansen, Gjeding |
| 19 de agosto 15:30 | Narcisse 7 | (16–13)   | Gensheimer 11 | Arena do Futuro, Rio de Janeiro Árbitros: Hansen, Gjeding |
| 19 de agosto 15:30 | 4× 3×      | Relatório | 5× 3×         | Arena do Futuro, Rio de Janeiro Árbitros: Hansen, Gjeding |

| 19 de agosto 20:30 | Polônia            | 28–29 (Pro) | Dinamarca | Arena do Futuro, Rio de Janeiro Árbitros: Horáček, Novotný |
| 19 de agosto 20:30 | Bielecki 7         | (15–16)     | Hansen 10 | Arena do Futuro, Rio de Janeiro Árbitros: Horáček, Novotný |
| 19 de agosto 20:30 | 3× 4×              | Relatório   | 3×        | Arena do Futuro, Rio de Janeiro Árbitros: Horáček, Novotný |
| 19 de agosto 20:30 | 2T: 25–25 Pro: 3–4 |             |           | Arena do Futuro, Rio de Janeiro Árbitros: Horáček, Novotný |

### Disputa pelo bronze
| 21 de agosto 10:30 | Polônia               | 25–31     | Alemanha    | Arena do Futuro, Rio de Janeiro Árbitros: Horáček, Novotný |
| 21 de agosto 10:30 | Lijewski, Krajewski 5 | (13–17)   | Reichmann 7 | Arena do Futuro, Rio de Janeiro Árbitros: Horáček, Novotný |
| 21 de agosto 10:30 | 5× 1×                 | Relatório | 5× 3×       | Arena do Futuro, Rio de Janeiro Árbitros: Horáček, Novotný |

### Final
| 21 de agosto 14:00 | Dinamarca | 28–26     | França   | Arena do Futuro, Rio de Janeiro Árbitros: López, Ramírez |
| 21 de agosto 14:00 | Hansen 8  | (16–14)   | Guigou 6 | Arena do Futuro, Rio de Janeiro Árbitros: López, Ramírez |
| 21 de agosto 14:00 | 4× 2×     | Relatório | 2× 3×    | Arena do Futuro, Rio de Janeiro Árbitros: López, Ramírez |

## Classificação final
| Pos.              | Equipe        | Campanha (V–E–D) |
| ----------------- | ------------- | ---------------- |
| Medalha de ouro   | DEN Dinamarca | 5–1–2            |
| Medalha de prata  | FRA França    | 6–0–2            |
| Medalha de bronze | GER Alemanha  | 6–0–2            |
| 4                 | POL Polônia   | 3–0–5            |
| 5                 | CRO Croácia   | 4–0–2            |
| 6                 | SLO Eslovênia | 4–0–2            |
| 7                 | BRA Brasil    | 2–1–3            |
| 8                 | QAT Catar     | 2–1–3            |
| 9                 | EGY Egito     | 1–1–3            |
| 10                | ARG Argentina | 1–0–4            |
| 11                | SWE Suécia    | 1–0–4            |
| 12                | TUN Tunísia   | 0–1–4            |